# Władysław Strzębalski
Władysław Strzębalski (ur. 19 maja 1889 w Kielcach, zm. 10 października 1961 w Radomiu) – polski polityk, poseł na Sejm Ustawodawczy (1919–1922).

## Życiorys
Z zawodu był buchalterem. Ukończył czteroklasowe gimnazjum w Kielcach, a następnie (ok. 1914 r.) przeprowadził się do Radomia i rozpoczął pracę jako administrator browaru J. Zabiełły.
Zmarł 10 października 1961 roku w Radomiu w wieku 72 lat. Był żonaty z Ireną z d. Gosławska, posiadał dwie córki: Wiesławę (ur. w 1916 r.) i Danutę, które zmarły bezpotomnie. Pochowany został na Cmentarzu Rzymskokatolickim w Radomiu przy ulicy Bolesława Limanowskiego 72 (Kw. 28a/14/3, grób 21516).

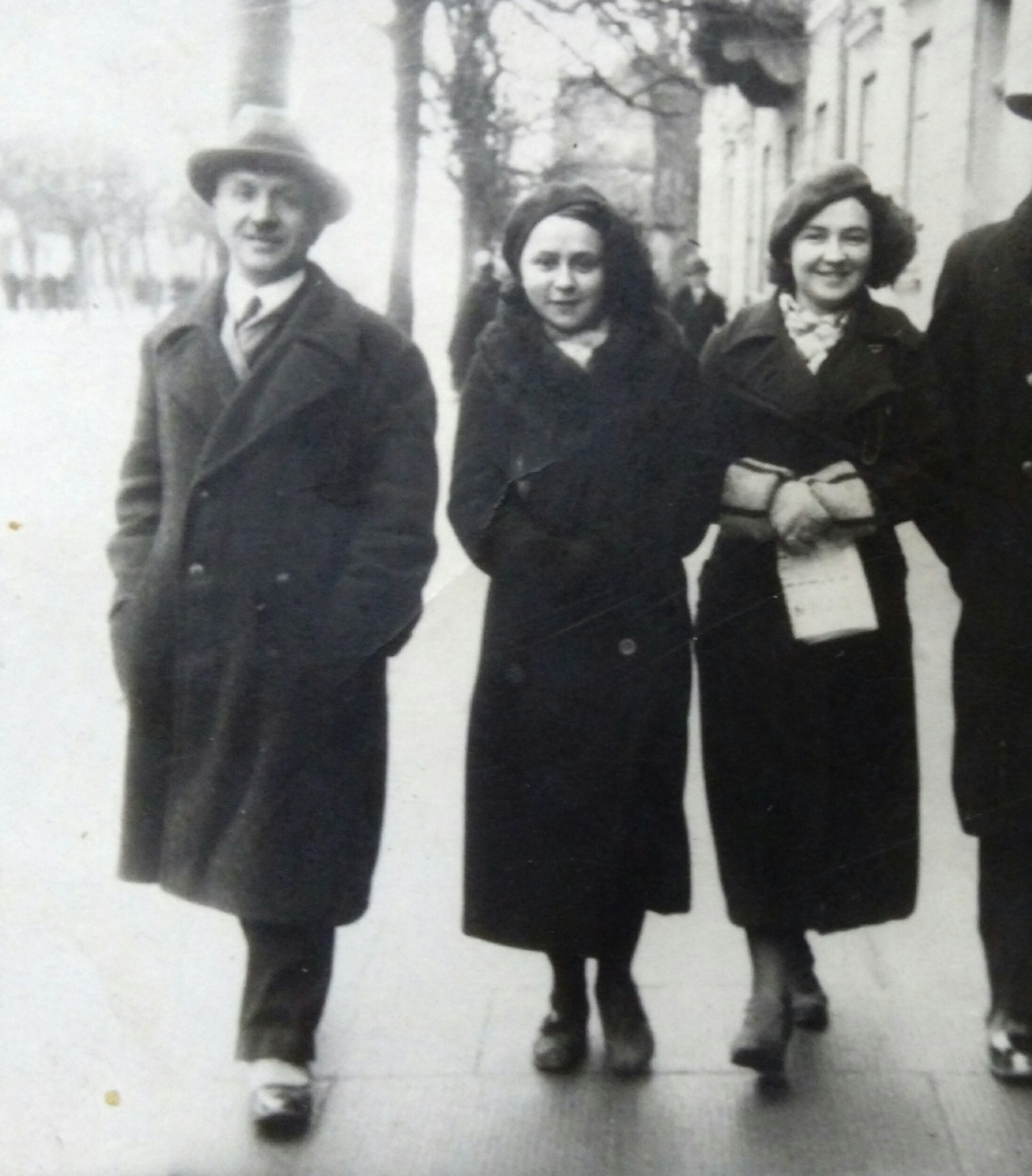
W. Strzębalski z córkami Wiesławą (w środku) i Danutą. Radom, lata 30. XX w.

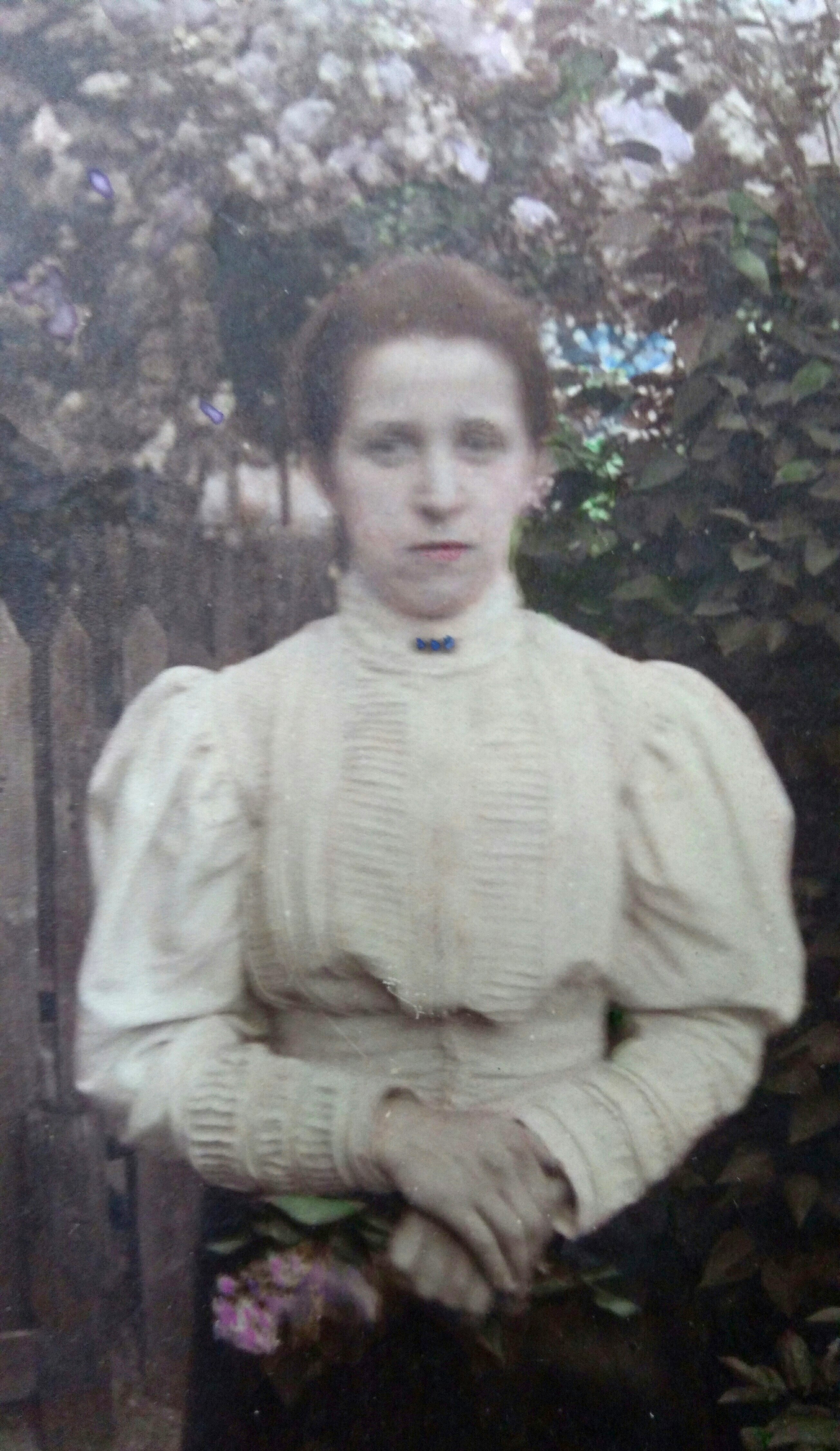
Irena Strzębalska, żona Władysława - 1915 r.

## Działalność polityczna

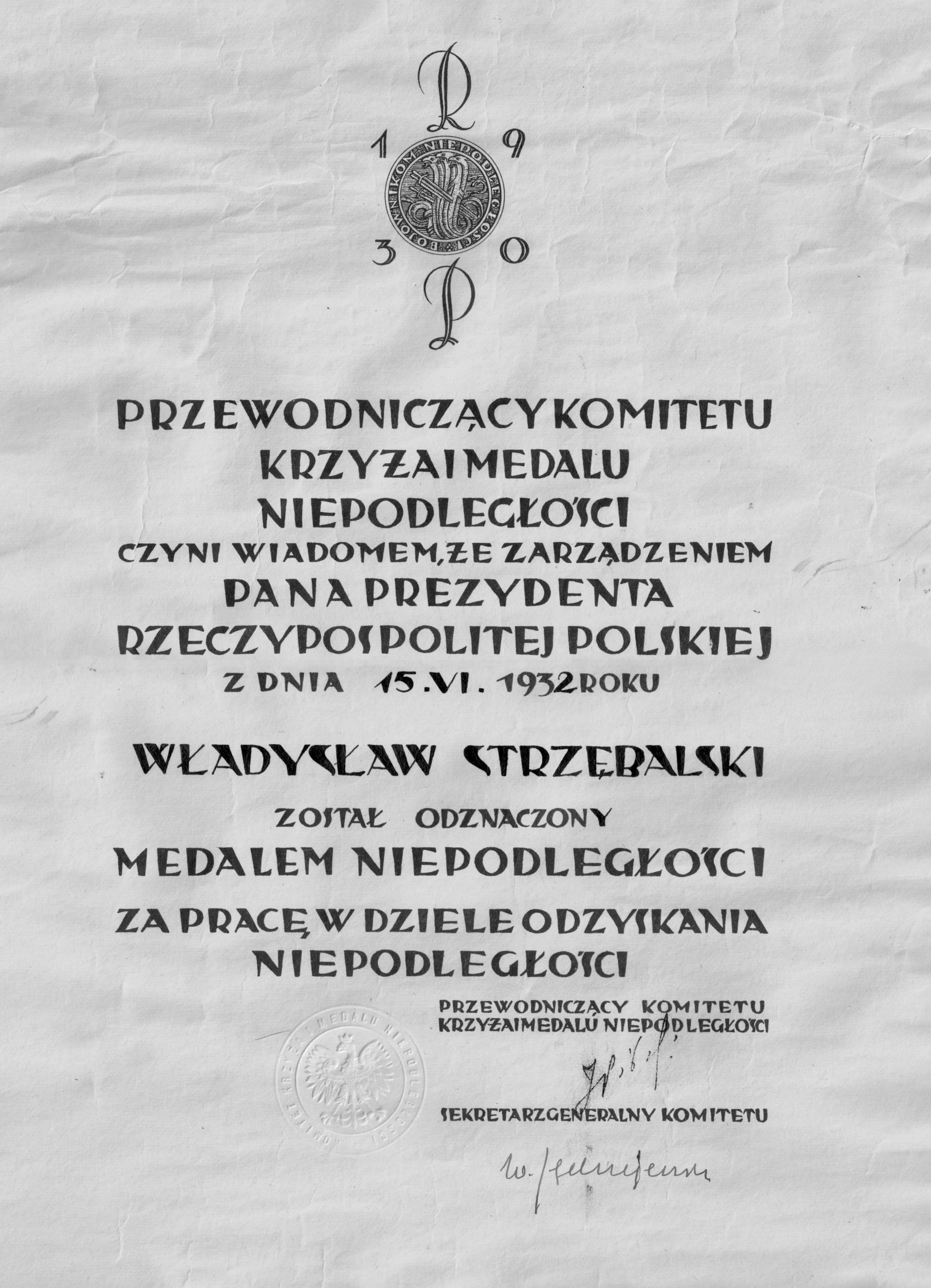
Akt nadania Medalu Niepodległości dla Władysława Strzębalskiego, 1932

W 1907 wstąpił do Narodowego Związku Robotniczego w Kielcach, w latach 1916–1918 był prezesem Narodowego Związku Robotniczego w Radomiu. Był również sekretarzem tamtejszego Narodowego Klubu Robotniczego. W roku 1919 został wybrany na posła na Sejm Ustawodawczy (1919–1922) z ramienia Polskiego Stronnictwa Ludowego – Zjednoczenie Niezawisłych Ludowców. W sejmie zasiadał w komisjach odbudowy kraju i opieki społecznej. Uczestniczył również w pracach Klubu NZR, a następnie NPR.
Od 1920 roku działał w Narodowej Partii Robotniczej, w 1922 został kandydatem NPR w Radomiu do Sejmu I kadencji. Około 1923 porzucił szeregi NPR i przystąpił do miejscowej organizacji Polskiego Stronnictwa Chrześcijańskiej Demokracji. W 1928 roku zorganizował w Radomiu prosanacyjną komórkę NPR-Lewica, w której w połowie lat 30. nastąpił rozłam skutkiem czego przestała ona istnieć. Po jej upadku działał w Bezpartyjnym Bloku Współpracy z Rządem.
W roku 1932 odznaczony został Medalem Niepodległości.